# آندره‌آ دیمیتروویچ
آندره‌آ دیمیتروویچ (به انگلیسی: Andrea Demirović) (زاده ۱۷ ژوئن ۱۹۸۵) خواننده مونته‌نگرویی است.
او در مسابقه آواز یوروویژن ۲۰۰۹ نماینده مونته‌نگرو بود.